# Song (Familienname)
Song oder Sŏng ist ein chinesischer bzw. koreanischer Familienname.

## Namensträger
- Song (Konkubine) († 82), Konkubine des chinesischen Kaisers Zhang
- Song (Kaiserin) († 178), chinesische Kaiserin der Han-Dynastie

### A
- Song Ailing (1890–1973), Gattin des chinesischen Bankiers H. H. Kung
- Song Aimin (* 1978), chinesische Diskuswerferin
- Song Aiqin (* 1970), chinesische Biathletin
- Albertina Eunju Song (* 1984), südkoreanische Pianistin
- Alex Song (* 1987), kamerunischer Fußballspieler

### B
- Song Baoqing (* 1981), chinesischer Radrennfahrer
- Baoquan Song (* 1961), chinesisch-deutscher Pilot und Luftbildarchäologe
- Song Bo (* 1985), chinesische Skilangläuferin
- Brenda Song (* 1988), US-amerikanische Schauspielerin und Sängerin
- Song Bum-keun (* 1997), südkoreanischer Fußballspieler

### C
- Celine Song (* 1988), südkoreanisch-kanadische Dramaturgin, Drehbuchautorin und Filmregisseurin
- Sŏng Ch’an-gyŏng (1930–2013), südkoreanischer Schriftsteller
- Song Chaoqing (* 1991), chinesische Biathletin
- Choan-Seng Song (1929–2024), taiwanischer Theologe
- Song Chong-gug (* 1979), südkoreanischer Fußballspieler
- Song Chung-song (* 1984), nordkoreanischer Eishockeyspieler und -trainer

### D
- Song Dae-nam (* 1979), südkoreanischer Judoka
- Daewon Song (* 1975), US-amerikanischer Skateboarder
- Song Dan (* 1990), chinesische Speerwerferin
- Dawn Song (* 1975), chinesische Informatikerin
- Song Dok-ki (1893–1987), südkoreanischer Kampfkünstler
- Song Dong (* 1966), chinesischer bildender Künstler
- Song Dong-hwan (* 1980), südkoreanischer Eishockeyspieler
- Song Dong-wook (* 1962), südkoreanischer Tennisspieler
- Song Duan (* 1995), chinesische Fußballspielerin
- Song Du-yul (* 1944), deutscher Soziologe

### E
- Song Eui-jin (* 1997), südkoreanischer E-Sportler

### F
- Song Fang, chinesische Schauspielerin, Drehbuchautorin und Filmregisseurin
- Song Fatang (* 1940), chinesischer Politiker (Volksrepublik China)

### H
- Song Hai-rim (* 1985), südkoreanische Handballspielerin
- Song Haoyang (* 2002), chinesischer Stabhochspringer
- Song Hui-gyeong (1376–1446), koreanischer Beamter
- Song Hwa-son (* 1968), nordkoreanische Eisschnellläuferin
- Song Hye-kyo (* 1981), südkoreanische Schauspielerin
- Song Hye-rim (1937–2002), nordkoreanische Schauspielerin und Geliebte von Kim Jong-il

### J
- Song Jae-ho (* 1990), südkoreanischer Fechter
- Song Jae-kun (* 1974), südkoreanischer Shorttracker
- Song Jae-rim (1985–2024), südkoreanischer Schauspieler und Model
- Jeff Song (* 1963), US-amerikanischer Jazzmusiker
- Song Ji-hyo (* 1981), südkoreanische Schauspielerin
- Song Jian (Philosoph) (宋鈃), chinesischer Philosoph aus der Zeit der Streitenden Reiche
- Song Jian (Politiker) (宋健, * 1931), chinesischer Politiker
- Song Jiaoren (1882–1913), chinesischer Politiker
- Song Jiayuan (* 1997), chinesische Kugelstoßerin
- Song Jong-ho (Schauspieler) (* 1976), südkoreanischer Schauspieler
- Song Jong-ho (Sportschütze) (* 1990), südkoreanischer Sportschütze
- Song Jong-il (* 1942), südkoreanischer professioneller Janggi-Spieler
- Song Jong-sun (* 1981), nordkoreanische Fußballspielerin
- Song Joong-ki (* 1985), koreanischer Schauspieler, Moderator
- José Song Sui-Wan (1941–2012), brasilianisch-chinesischer Ordensgeistlicher und Theologe, Bischof von São Gabriel da Cachoeira
- Song Ju-ho (* 1991), südkoreanischer Fußballspieler

### K
- Song Kang-ho (* 1967), südkoreanischer Schauspieler
- Song Ki-suk (1935–2021), südkoreanischer Schriftsteller
- Song Ki-wŏn (1947–2024), südkoreanischer Schriftsteller
- Song Kyung-sub (* 1971), südkoreanischer Fußballspieler und -trainer

### M
- Song Meiling (1897–2003), Gattin des chinesischen Staatsführers Chiang Kai-shek
- Song Min-seok (* 1982), südkoreanischer Fußballschiedsrichter
- Song Min-kyu (Tennisspieler) (* 1990), südkoreanischer Tennisspieler
- Song Min-kyu (Fußballspieler) (* 1999), südkoreanischer Fußballspieler
- Song Myeong-seob (* 1984), südkoreanischer Taekwondoin

### N
- Song Na (* 1995), chinesische Biathletin
- Song Nan (* 1990), chinesischer Eiskunstläufer
- Nham-hee Völkel-Song (* 1945), deutsch-koreanische bildende Künstlerin

### P
- Song Ping (* 1917), chinesischer Politiker

### Q
- Song Qingling (1893–1981), chinesische Politikerin
- Song Qingling (Hockeyspielerin) (* 1986), chinesische Hockeyspielerin
- Song Qiwu (* 2001), chinesischer Skispringer

### R
- Song Renqiong (1909–2005), chinesischer Politiker
- Rigobert Song (1976–2016), kamerunischer Fußballspieler

### S
- Sang-Hyun Song (* 1941), südkoreanischer Rechtswissenschaftler
- Song Seon-ho (* 1966), südkoreanischer Fußballspieler und -trainer
- Song Se-ra (* 1993), südkoreanische Fechterin
- Song Shanshan (* 1987), chinesische Tennisspielerin
- Song Shi-Lun (1899–1991), chinesischer Militär
- Song Shiji (* 1964), chinesische Skilangläuferin
- Song Si-yeol (1607–1689), koreanischer Politiker und Philosoph
- Siqi Song (* 1989), chinesische Filmemacherin
- Steph Song (* 1984), malaysische Schauspielerin
- Stephen Song (* 1995), amerikanisch-südkoreanischer Pokerspieler
- Song Su-gwŏn (1940–2016), südkoreanischer Schriftsteller
- Song Suk-woo (* 1983), südkoreanischer Shorttracker
- Song Sun-bong (* 1952), nordkoreanischer Kunstturner
- Song Sun-mi (* 1990), südkoreanische Squashspielerin
- Sung Min Song, koreanischer Opern- und Konzertsänger (Tenor)

### T
- Song Tingting (* 1988), chinesische Mittelstreckenläuferin

### U
- Song Ui-young (* 1993), südkoreanischer Fußballspieler

### W
- Song Weilong (* 1989), chinesischer Shorttracker

### X
- Song Xiuyan (* 1955), chinesische Politikerin

### Y
- Song Yŏng (Schriftsteller, 1903) (1903–1977/1979), koreanischer Schriftsteller
- Song Yŏng (Schriftsteller, 1940) (1940–2016), südkoreanischer Schriftsteller
- Song Yong-hun (* 1972), nordkoreanische Eisschnellläuferin
- Song Yoo-jung (1994–2021), südkoreanische Schauspielerin und Model
- Song Young-moo (* 1949), südkoreanischer Admiral und Politiker
- Song Youping (* um 1960), chinesische Badmintonspielerin
- Song Yun-ah (* 1973), südkoreanische Schauspielerin

### Z
- Song Zheyuan (1885–1940), chinesischer General